# Perilampus neglectus
Perilampus neglectus är en stekelart som beskrevs av Boucek 1956. Perilampus neglectus ingår i släktet Perilampus och familjen gropglanssteklar. Inga underarter finns listade i Catalogue of Life.